# Mérilheu
Mérilheu ist eine französische Gemeinde mit 232 Einwohnern (Stand 1. Januar 2022) im Département Hautes-Pyrénées in der Region Okzitanien (vor 2016: Midi-Pyrénées). Sie gehört zum Arrondissement Bagnères-de-Bigorre und zum Kanton La Vallée de l’Arros et des Baïses.
Die Einwohner werden Mérilhois und Mérilhoises genannt.

## Geographie
Mérilheu liegt circa vier Kilometer nordöstlich von Bagnères-de-Bigorre in dessen Einzugsbereich (Aire urbaine) in der historischen Grafschaft Bigorre. Hier entspringt das Flüsschen Arrêt.
Umgeben wird Mérilheu von den fünf Nachbargemeinden:
| Orignac | Cieutat                                     |                  |
| Hauban  | Kompassrose, die auf Nachbargemeinden zeigt | Argelès-Bagnères |
|         | Bagnères-de-Bigorre                         |                  |

## Einwohnerentwicklung
Nach Beginn der Aufzeichnungen stieg die Einwohnerzahl bis zur Mitte des 19. Jahrhunderts auf einen Höchststand von rund 485. In der Folgezeit sank die Größe der Gemeinde bei kurzen Erholungsphasen bis zu den 1970er Jahren auf ihren tiefsten Wert mit rund 235 Einwohnern, bevor sie sich auf ein Niveau von rund 250 Einwohnern stabilisierte, das bis heute gehalten wird.
| Jahr      | 1962 | 1968 | 1975 | 1982 | 1990 | 1999 | 2006 | 2011 | 2022 |
| --------- | ---- | ---- | ---- | ---- | ---- | ---- | ---- | ---- | ---- |
| Einwohner | 242  | 238  | 233  | 240  | 255  | 252  | 246  | 241  | 232  |

## Sehenswürdigkeiten

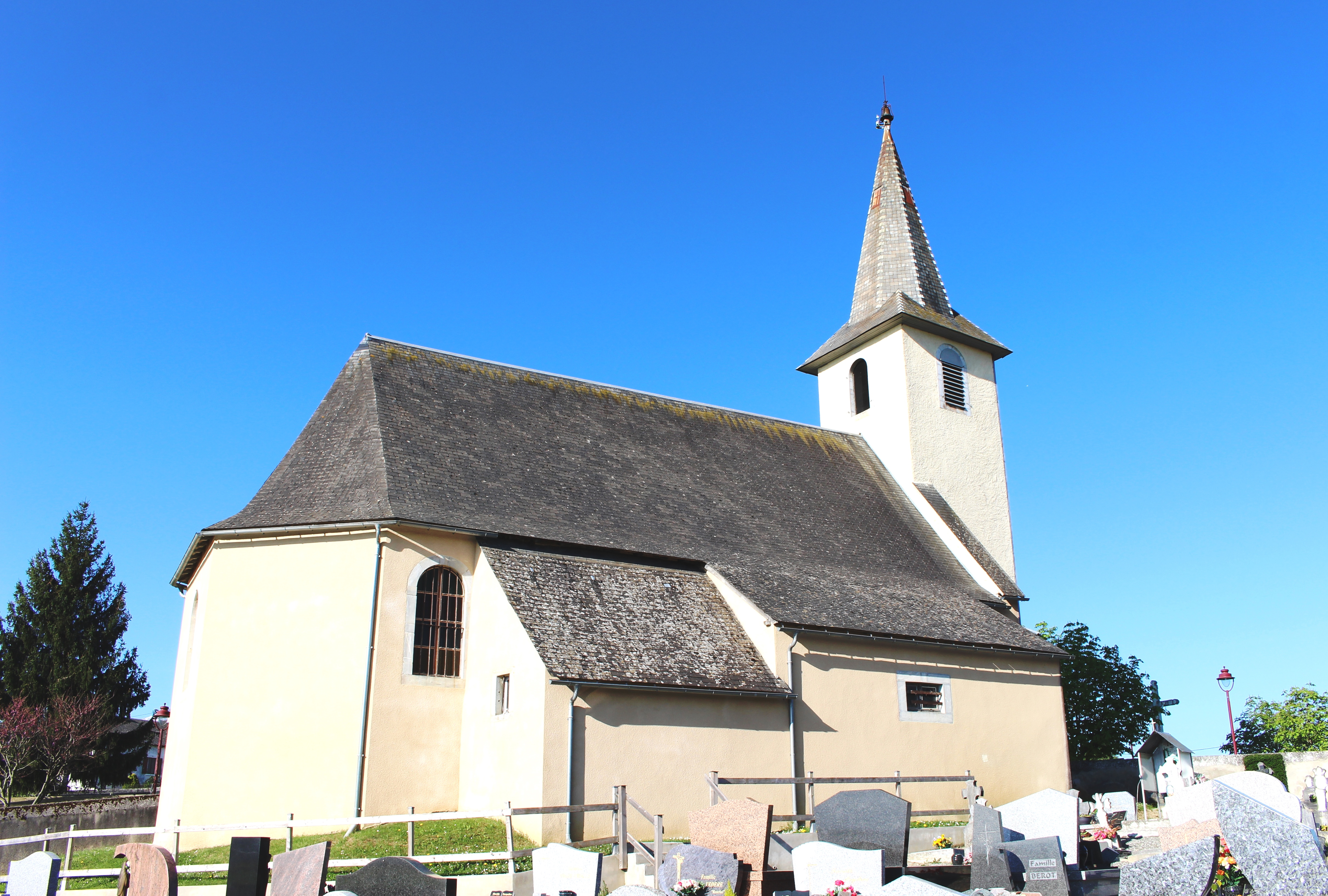
Pfarrkirche Sainte-Barbe
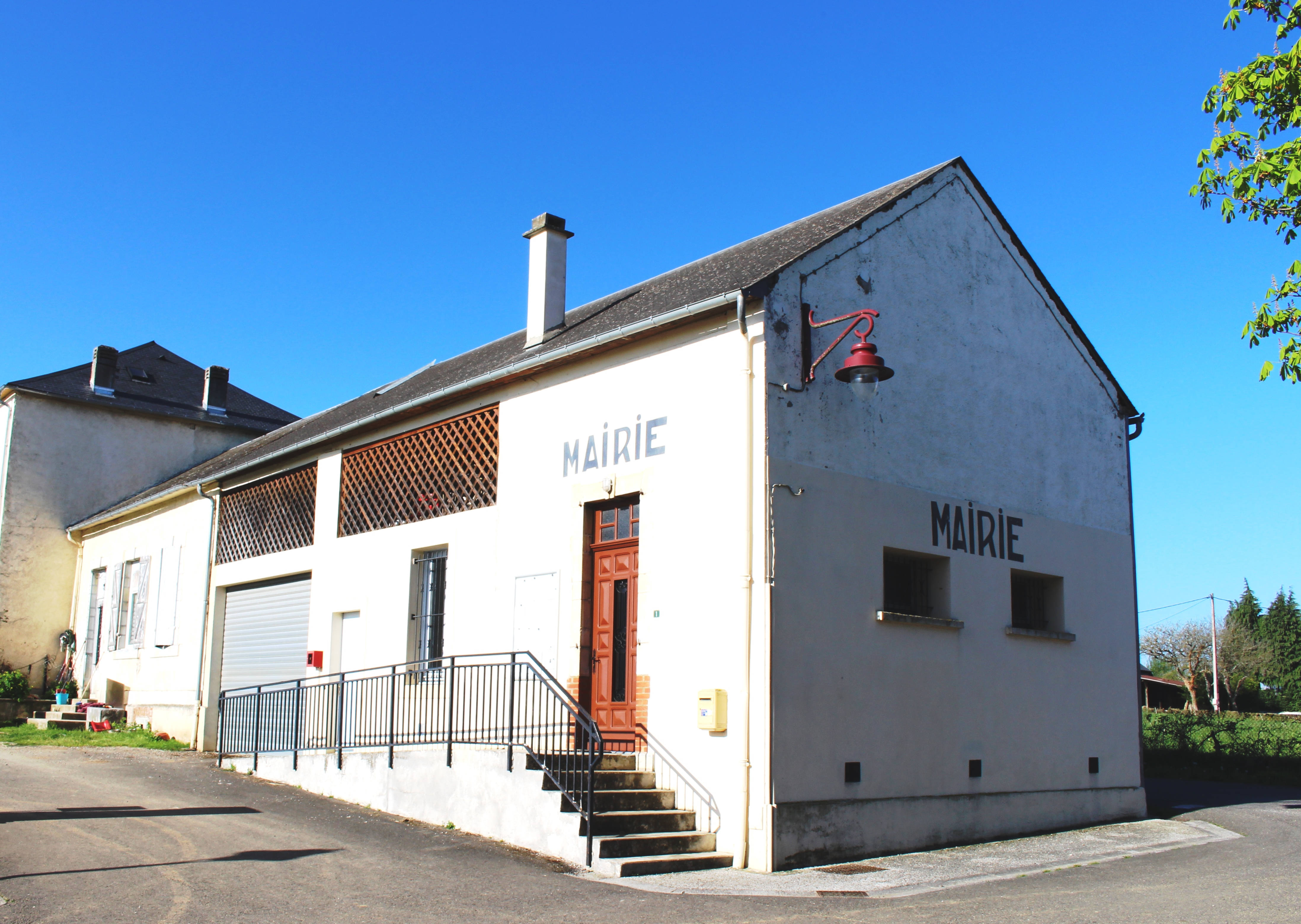
Rathaus (mairie)
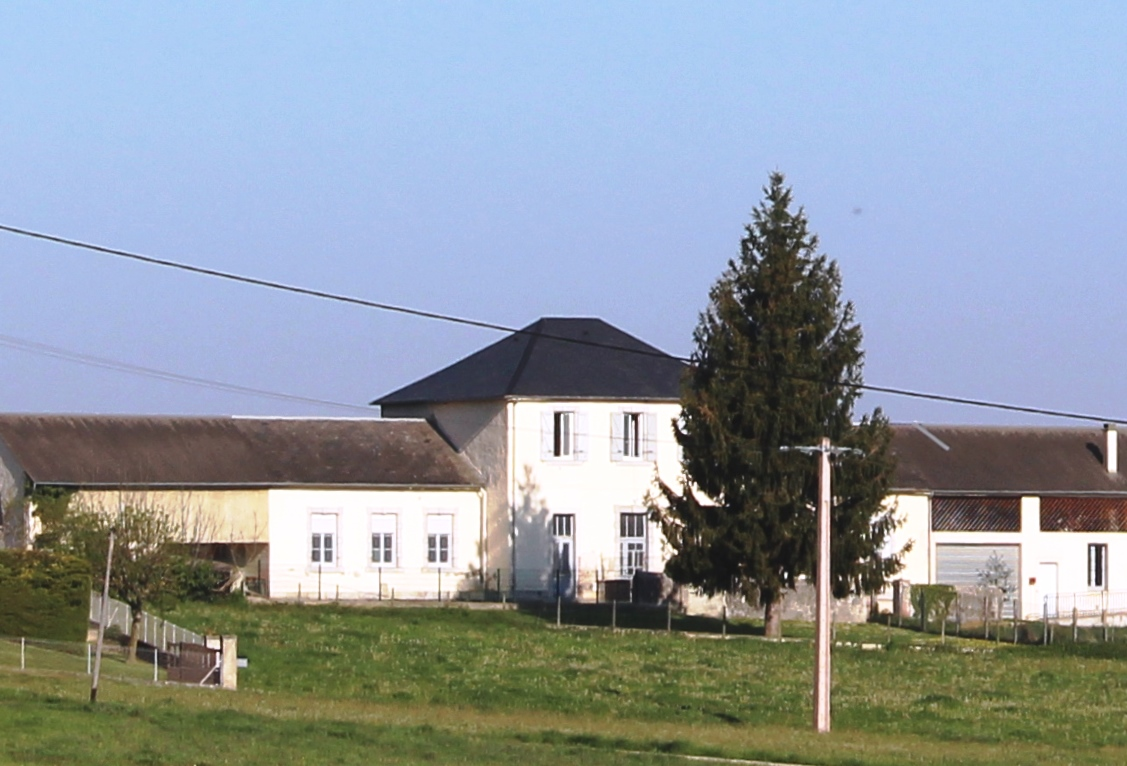
Schule
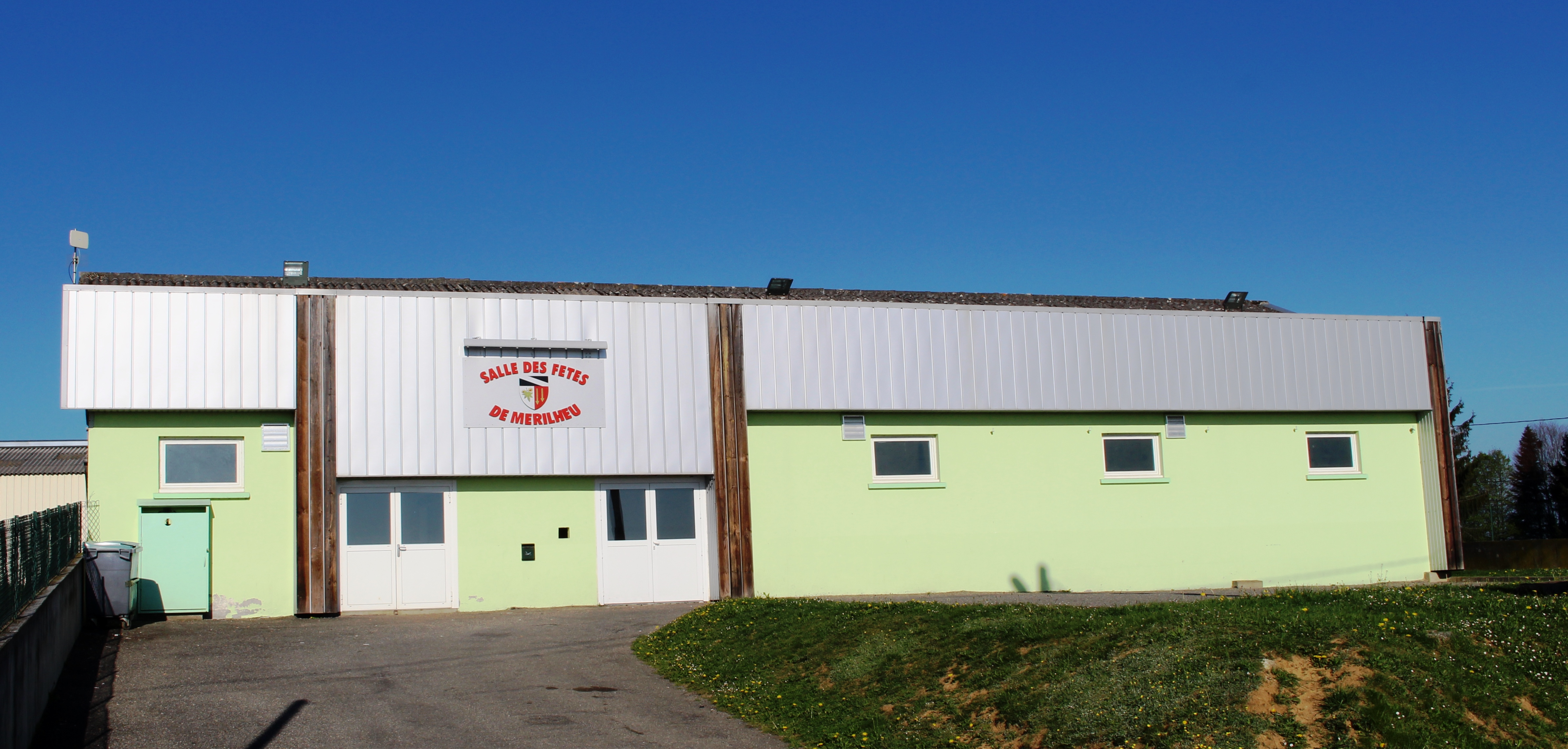
Gemeindefesthalle
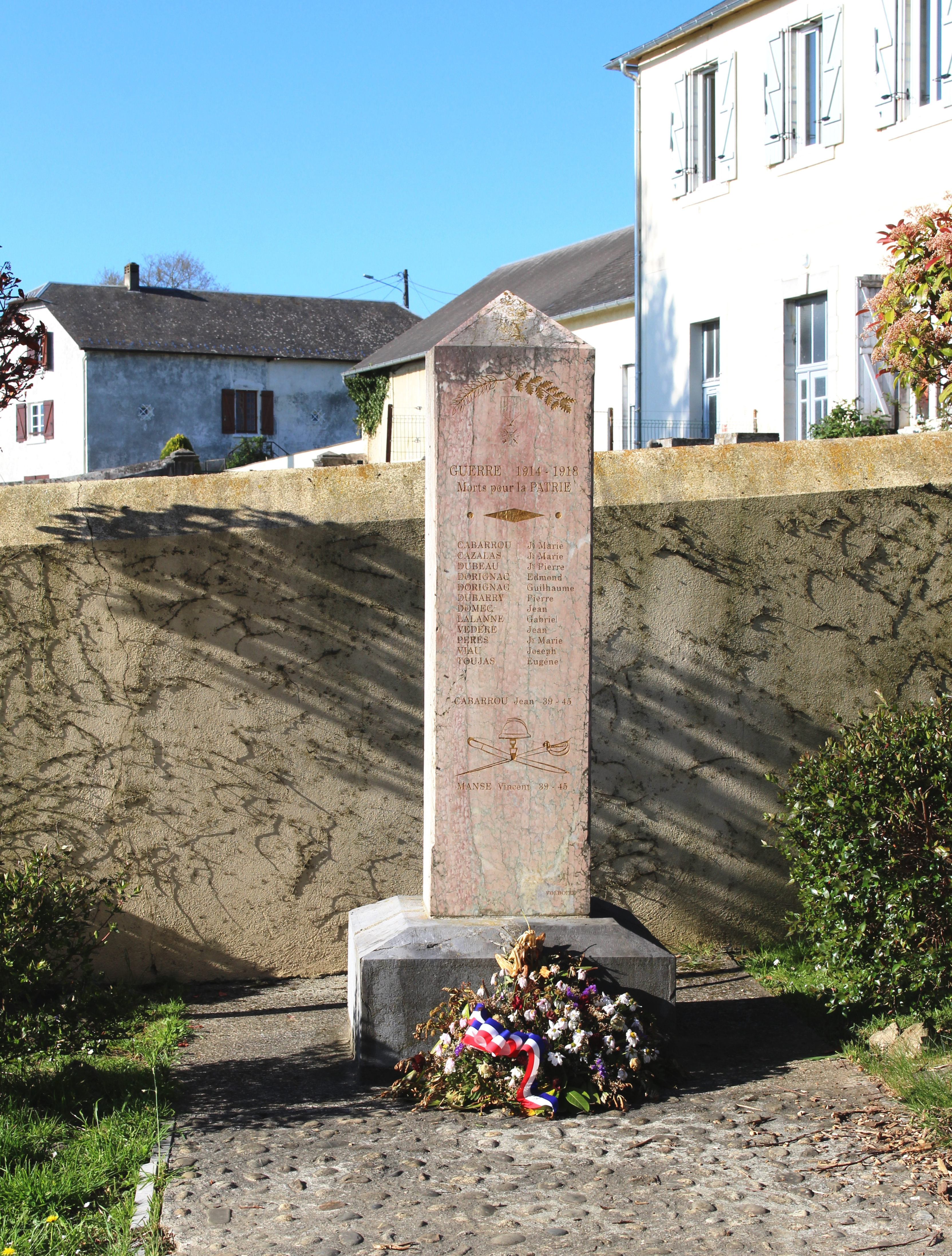
Gefallenendenkmal

- Pfarrkirche Sainte-Barbe
- Rathaus (mairie)
- Schule
- Gemeindefesthalle
- Gefallenendenkmal

## Wirtschaft und Infrastruktur
Mérilheu liegt in den Zonen AOC der Schweinerasse Porc noir de Bigorre und des Schinkens Jambon noir de Bigorre.

### Bildung
Die Gemeinde verfügt über eine öffentliche Grundschule mit 14 Schülerinnen und Schülern im Schuljahr 2019/2020.

### Verkehr
Mérilheu ist über die Routes départementales 260 und 938. die ehemalige Route nationale 638, erreichbar.

## Persönlichkeiten
Albert Delègue, geboren am 2. Mai 1963 in Rambouillet in der Region Île-de-France, gestorben am 14. April 1995 in Toulouse, war Model auf internationaler Ebene. Er verlebte seine Kindheit in Mérilheu.